# Andotukan niebieski
Andotukan niebieski (Andigena hypoglauca) – gatunek średniego ptaka z rodziny tukanowatych (Ramphastidae). Zasiedla Amerykę Południową. Gatunek nie jest zagrożony wyginięciem.

## Zasięg występowania i środowisko
Wyróżnia się 2 podgatunki, zasiedlają następujące tereny:
- andotukan niebieski (A. h. hypoglauca) (Gould, 1833) – od gór centralnej i południowej Kolumbii do wschodniego Ekwadoru
- andotukan jasnooki (A. h. lateralis) Chapman, 1923 – Andy we wschodnim Ekwadorze i Peru

Środowiskiem życia andotukanów niebieskich są wilgotne górskie lasy o umiarkowanej temperaturze, także niskie zadrzewienia na obrzeżach oraz zadrzewione wąwozy. Prowadzą nadrzewny tryb życia. Zazwyczaj są spotykane na wysokości 2200–3650 m n.p.m. Pomimo że na podobnej wysokości występuje andotukan czarnodzioby (Andigena nigrirostris), gatunki te nie spotykają się.

## Morfologia
- długość ciała: 46–48 cm
- masa ciała: 244–370 g

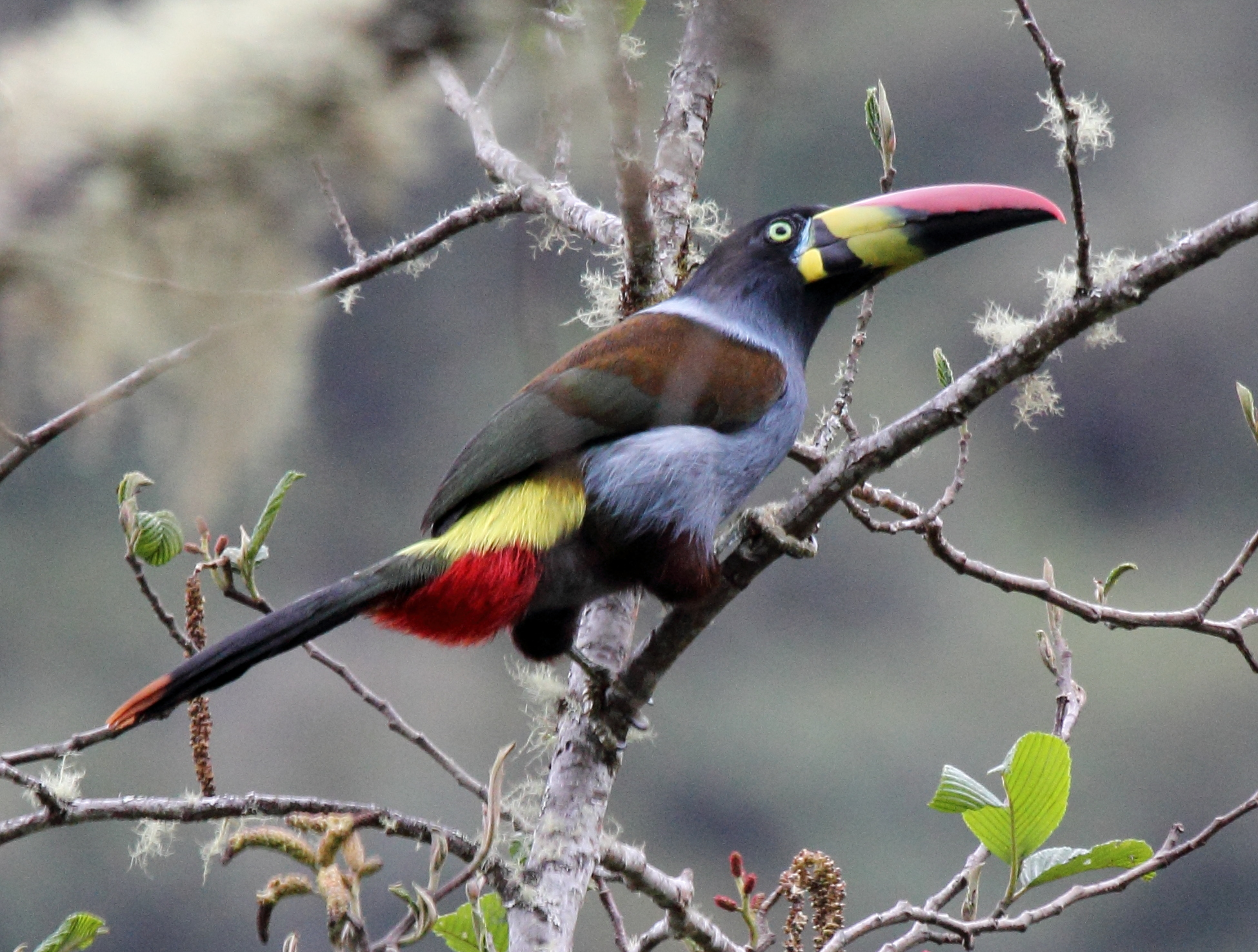
A. h. lateralis w Peru

Podane niżej wymiary dotyczą samców:
- długość skrzydła: 17–17,8 cm
- dł. dzioba: 8,5–10,2 cm
- dł. ogona: 15,7–17,5 cm

Nie występuje dymorfizm płciowy, ale samice mają krótsze dzioby. Gatunek ten posiada czarną czapeczkę i kark. Grzbiet jest brązowy, ale ma lekko zielonkawe zabarwienie; natomiast skrzydła mają barwę ciemnozieloną. Dużych rozmiarów dziób, żółty do zielonkawożółtego, na górze jest zabarwiony na czerwono. Pióra na górnej części nóg kasztanowe, a ogon zielony z czerwoną końcówką. Pokrywy nadogonowe są żółte.

## Pożywienie
Pożywienie A. hypoglauca stanowią głównie owoce, w tym jeżyny oraz rośliny z rodzaju Cecropia. Możliwe, że młode nie jedzą tylko pokarmu roślinnego. Szukają pożywienia przy ziemi, parami, pojedynczo albo grupami do 6 osobników; robią to cicho. Mogą zwisać do góry nogami. Czasami włączają się w stada tanagier (Thraupidae), ptaków z rodziny drozdowatych oraz kacykowatych.

## Zachowanie
Pieśń godową andotukan niebieski wykonuje najdłużej ze wszystkich dzięciołowych – trwa ona 1,75 do 2 sekund. Jest to głośny, powolny, wznoszący się dźwięk, przypominający miauczenie. Powtarza się 24–36 razy w ciągu minuty. Odgłos ostrzegający lub w zachowania agresywnych to ostre 'wek'. Czasem ostrzega także przez kłapanie dziobem.

## Lęgi
Lęgi trwają w Kolumbii od grudnia do lutego, a w Ekwadorze i Peru od czerwca do listopada. Liczba jaj, czas wysiadywania i inne szczegółowe informacje nie są znane. Pisklętami opiekują się oboje rodzice.

## Status
Międzynarodowa Unia Ochrony Przyrody (IUCN) od 2023 roku uznaje andotukana niebieskiego za gatunek najmniejszej troski (LC – Least Concern). Wcześniej, od 1988 był uznawany za gatunek bliski zagrożenia (NT – Near Threatened). Liczebność populacji została oszacowana na 25000-77000. Globalny trend liczebności populacji uznawany jest za spadkowy ze względu na utratę siedlisk.